# Черновська сільська рада
Черновська́ сільська́ ра́да — адміністративно-територіальна одиниця та орган місцевого самоврядування в Первомайському районі Автономної Республіки Крим. Адміністративний центр — село Чернове.

## Загальні відомості
- Населення ради: 1 632 особи (станом на 2001 рік)

## Населені пункти
Сільській раді підпорядковані населені пункти:
- с. Чернове
- с. Каштанівка
- с. Свердловське

## Склад ради
Рада складається з 16 депутатів та голови.
- Голова ради: Волосецька Ніна Іванівна
- Секретар ради: Мєнвєлієва Гульнара Ебулєїсівна

### Керівний склад попередніх скликань
| Прізвище, ім'я, по батькові      | Основні відомості                                                | Дата обрання | Дата звільнення |
| -------------------------------- | ---------------------------------------------------------------- | ------------ | --------------- |
| Абдурашитов Леонід Володимирович | Сільський голова, 1961 року народження, позапартійна             | 22.08.2006   | 01.10.2008      |
| Волосецька Ніна Іванівна         | Сільський голова, 1960 року народження, член партії Єдиний Центр | 15.03.2009   | 31.10.2010      |
| Волосецька Ніна Іванівна         | Сільський голова, 1960 року народження, член Партії регіонів     | 31.10.2010   |                 |

Примітка: таблиця складена за даними сайту Верховної Ради України

### Депутати
За результатами місцевих виборів 2010 року депутатами ради стали:

#### За суб'єктами висування
| Суб'єкт висування | Кількість обраних депутатів | %    |
| ----------------- | --------------------------- | ---- |
| Самовисування     | 13                          | 81,3 |
| Партія регіонів   | 3                           | 18,8 |

#### За округами
| № округу        | Прізвище, ім'я, по батькові     | Дата визнання обраним | Освіта           | Партійна приналежність      | Відомості про обраного депутата                      |
| --------------- | ------------------------------- | --------------------- | ---------------- | --------------------------- | ---------------------------------------------------- |
| Партія регіонів |                                 |                       |                  |                             |                                                      |
| 5               | Панченко Тамара Леонідівна      | 02.11.2010            | вища             | член Партії регіонів        | Черновський фельдшерсько-акушерський пункт, фельдшер |
| 9               | Столяров Володимир Йосипович    | 02.11.2010            | середня          | член Партії регіонів        | ТОВ «Бузав», тракторист                              |
| 11              | Масло Маріанна Володимирівна    | 02.11.2010            | вища             | член Партії регіонів        | Черновська сільська рада, головний бухгалтер         |
| Самовисування   |                                 |                       |                  |                             |                                                      |
| 1               | Галочкіна Петрунеля Миколаївна  | 02.11.2010            | середня          | позапартійна                | Черновська сільська рада, організатор по ДСМ         |
| 2               | Емірасанов Емірусеін Енверович  | 02.11.2010            | незакінчена вища | член Народного Руху України | Черновська сільська рада, землевпорядник             |
| 3               | Щедова Галина Олександрівна     | 02.11.2010            | вища             | позапартійна                | пенсіонер                                            |
| 4               | Абдураїмов Рефат Аріфович       | 02.11.2010            | середня          | позапартійний               | ТОВСП «Крим Юрт Агро», тракторист                    |
| 6               | Абдурашитов Руслан Леонідович   | 02.11.2010            | середня          | позапартійний               | приватний підприємець                                |
| 7               | Мєнвєлієва Гульнара Ебулєісівна | 02.11.2010            | вища             | позапартійна                | Черновська сільська рада, секретар                   |
| 8               | Щедова Алла Анатоліївна         | 02.11.2010            | середня          | позапартійна                | ТОВСП «Крим Юрт Агро», бухгалтер                     |
| 10              | Аділов Бахтіяр Абдурахманович   | 02.11.2010            | вища             | позапартійний               | Черновська загальноосвітня школа, вчитель            |
| 12              | Дякова Віра Анатоліївна         | 02.11.2010            | середня          | позапартійна                | приватний підприємець                                |
| 13              | Зіядінов Джафер Джепарович      | 02.11.2010            | вища             | позапартійний               | приватний підприємець                                |
| 14              | Деркач Володимир Миколайович    | 02.11.2010            | середня          | позапартійний               | пенсіонер                                            |
| 15              | Заболотний Володимир Пилипович  | 02.11.2010            | середня          | позапартійний               | приватний підприємець                                |
| 16              | Журавльова Валентина Василівна  | 02.11.2010            | середня          | позапартійна                | приватний підприємець                                |